# Echeveria gibbiflora

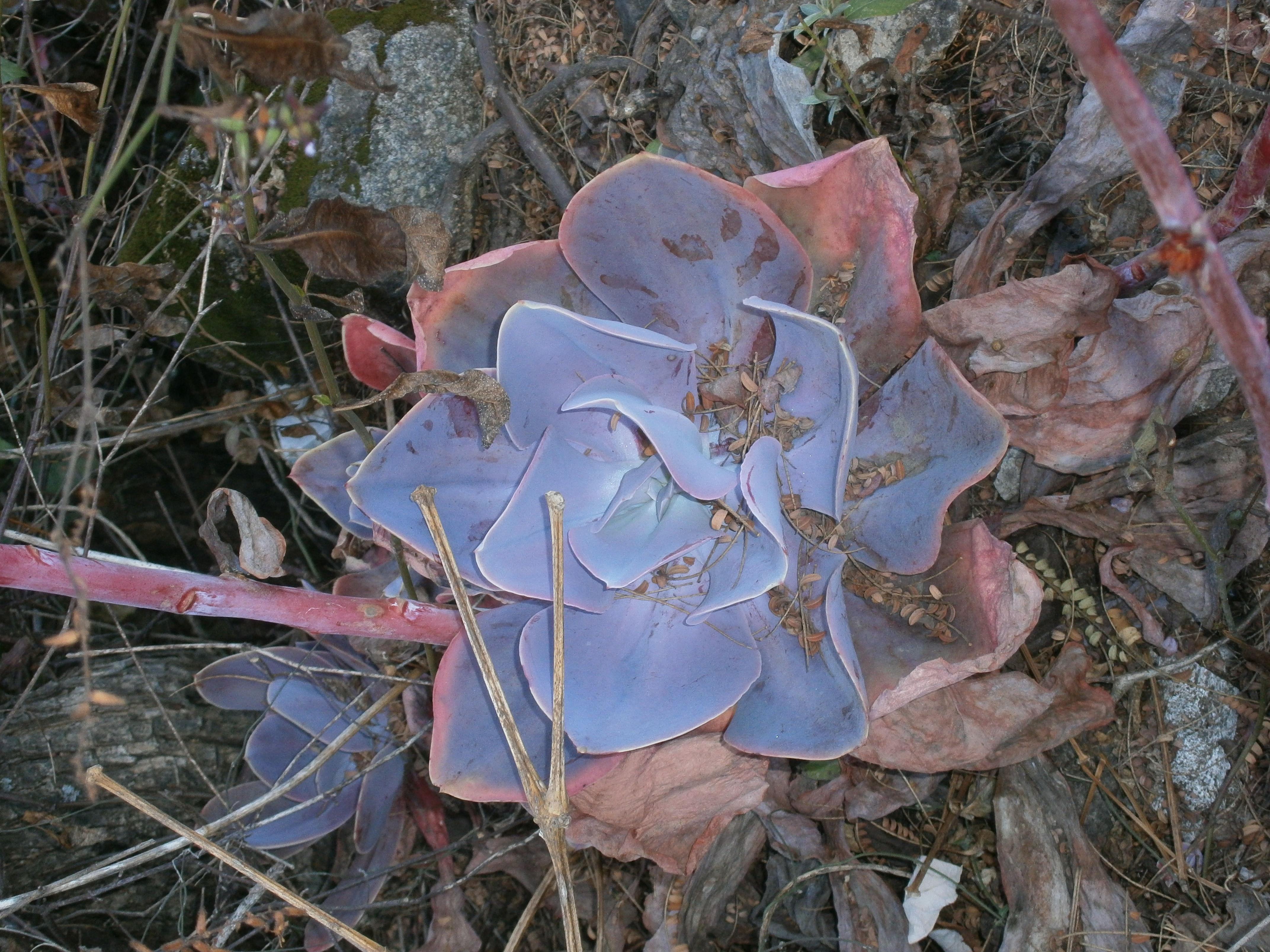
Echeveria gibbiflora 'Metallica'

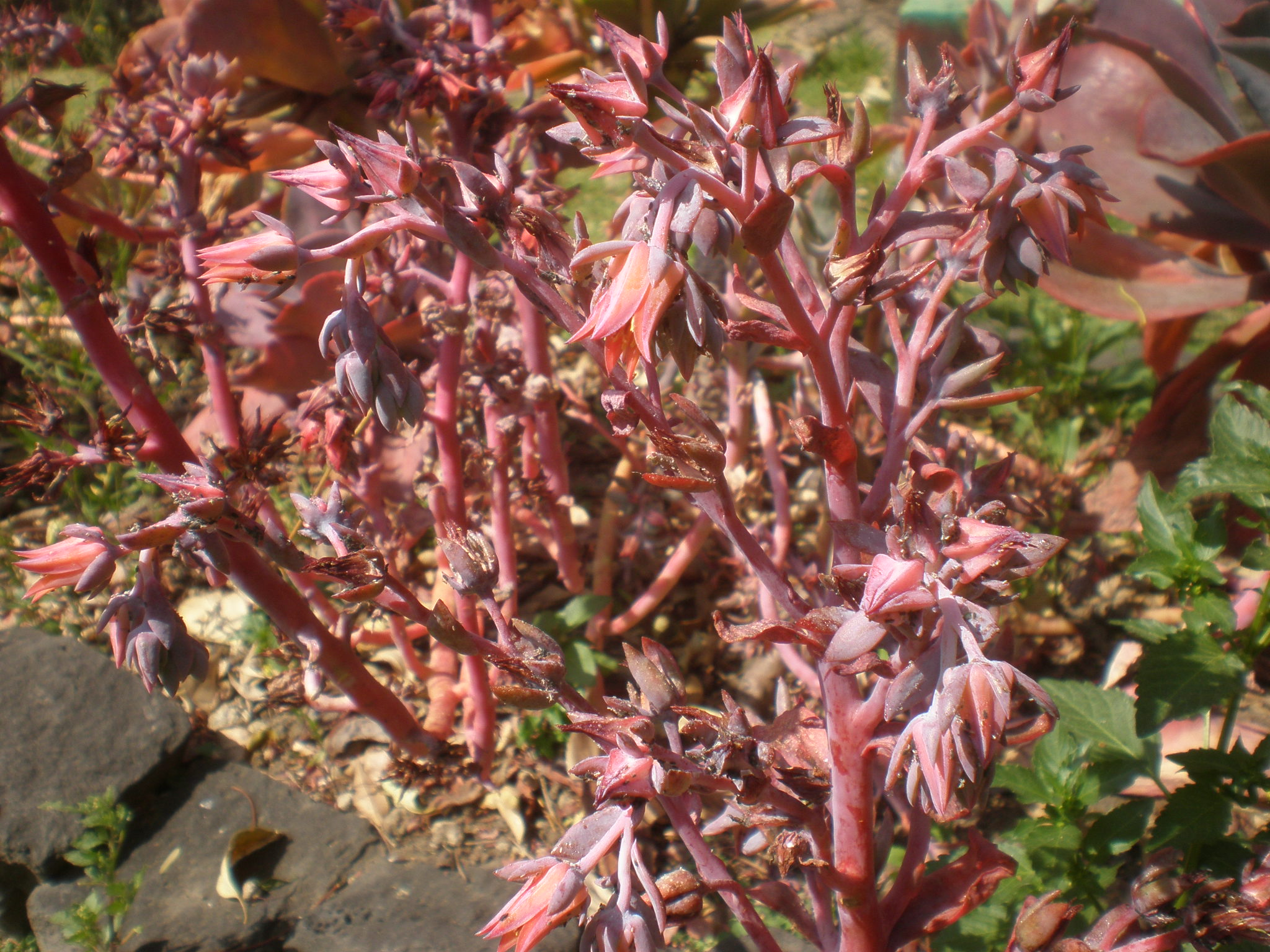
Detalle de la inflorescencia

Echeveria gibbiflora, comúnmente llamada oreja de burro, lengua de vaca o tememetla, es una especie de planta suculenta perteneciente a la familia de las crasuláceas.

## Descripción
Echeveria gibbiflora es una planta herbácea con los tallos carnosos de color rosa. Las hojas en forma de roseta son carnosas, pruinosas y con apariencia cerosa. Las flores son rosas y celestes en una combinación dependiendo de la cantidad de exposición al sol o la estación en la que esté.

## Distribución y hábitat
Es originaria de México, donde habita en climas semicálidos a templados entre los 1800 y los 2600 m s. n. m. (metros sobre el nivel del mar). Prospera en matorrales xerófilos y bosques mixtos.
La variedad también encontrada en Huánuco (departamento de Perú) presenta un diámetro de hasta 50 cm.

## Taxonomía
Echeveria gibbiflora fue descrita en 1828 por Augustin Pyrame de Candolle en Prodromus Systematis Naturalis Regni Vegetabilis 3: 401.
Etimología
Véase Echeveria.
gibbiflora: epíteto latino que significa ‘de flores jorobadas’.

### Sinonimia
- Cotyledon gibbiflora (Moc. & Sessé ex DC.) Baker
- Cotyledon gibbiflora var. metallica (Lem.) Baker
- Echeveria grandis E.Morren

### Híbridos
- Echeveria × imbricata (Francia)
- Echeveria 'Perle von Nürnberg'